# Cantar de la campana de Huesca

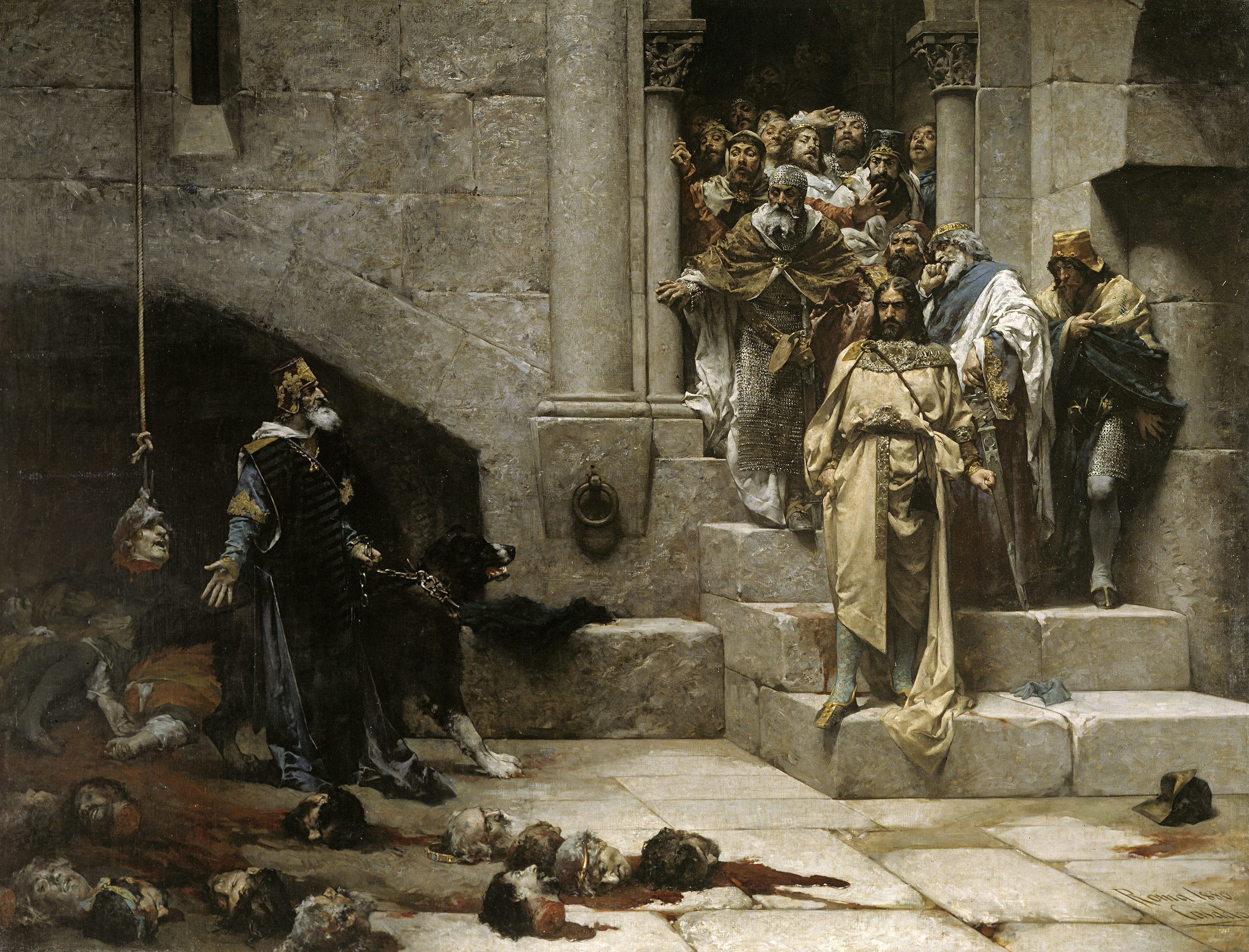
El rey Ramiro II de Aragón mostró a los nobles de su reino las cabezas cortadas, y dispuestas en forma de campana, de los principales nobles que habían desafiado su autoridad.

El Cantar de la campana de Huesca es un cantar de gesta del reino de Aragón reconstruido a partir de la prosificación que de este se hace en la Crónica de San Juan de la Peña. El poema medieval narra la decapitación de los nobles aragoneses declarados en rebeldía contra el rey Ramiro II de Aragón que recoge la leyenda de la Campana de Huesca.
Fue compuesta por un autor anónimo, clérigo de la comarca de Huesca o la zona pirenaica según Ubieto, que refundiría tradiciones orales forjadas a partir de los acontecimientos históricos sucedidos al rey Ramiro el monje entre el otoño de 1135 y el verano de 1136 y dataría de comienzos del siglo XIII. Ubieto rescató en su artículo de 1951 varios versos de este antiguo cantar de gesta, al que Manuel Alvar le añadiría posteriormente algunos más. Por último, en 1981, Ubieto completaría el texto con una versión de un texto árabe.
Manuel Alvar considera que su primera redacción sería de mediados del siglo XII, cercana a los hechos y, por tanto, de gran valor histórico. Prueba de ello sería la pérdida de la vocal final. Un siglo después se desarrollaría como poema oral "noticiero" con valor de crónica histórica, por lo que fue merecedor de formar parte de los materiales que utilizó la Crónica pinatense.